# John Brownlow (1er vicomte Tyrconnel)
John Brownlow, 1er vicomte Tyrconnel (16 novembre 1690 - 27 février 1754), titré 5e baronnet, de 1701 à 1718, est un homme politique britannique qui siège à la Chambre des communes de 1713 à 1741.

## Biographie
Il est le fils de William Brownlow (4e baronnet), et de sa première épouse, Dorothy Mason, fille de Richard Mason, de Sutton, dans le Surrey. Ses deux parents sont décédés avant ses 11 ans et il est élevé par sa grand-mère maternelle, Lady Mason, qui assume la gestion des affaires de son père. Quand il atteint sa majorité, il trouve un grand désordre dans la gestion de sa propriété, et la brouille qui en résulte entre lui et sa grand-mère est exacerbée par sa possession du manoir de Sutton à Surrey, hérité de sa mère, mais que Lady Mason croyait appartenir à juste titre aux enfants de son autre fille, Anna.

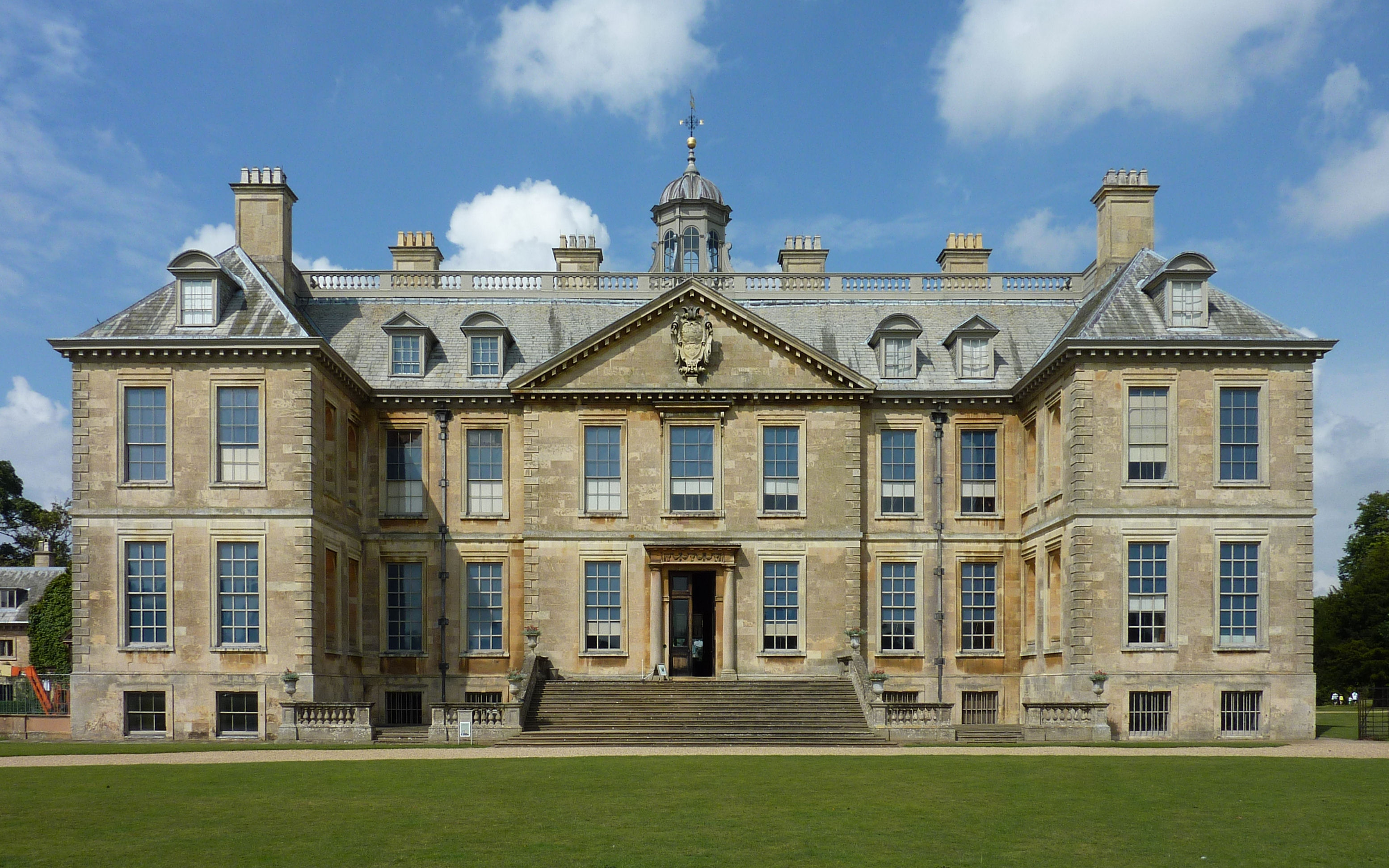
Belton House, dans le Lincolnshire

Il est élu député de Grantham en 1713. En 1715, il est réélu sans opposition en tant que député du Lincolnshire. En 1718, il est élevé à la Pairie d'Irlande en tant que baron Charleville, dans le comté de Cork, et vicomte Tyrconnel. Il est réélu député de Grantham en 1722, en 1727 et 1734. Il ne se représente pas en 1741.

## Famille
Lord Tyrconnel épouse sa cousine germaine Eleanor Brownlow, fille cadette de John Brownlow (3e baronnet) ; à la mort de John en 1697, il reçoit une part des propriétés de son oncle. À la mort de sa tante Alice, la veuve de John, en 1721, il s'empare également de Belton House dans le Lincolnshire, propriété de son père, à condition qu'Alice puisse en conserver possession jusqu'à sa mort. Son père est mort avant elle.
Après la mort de sa première femme en 1730, il épouse Elizabeth Cartwright, fille de William Cartwright. Il n'y a pas d'enfants des deux mariages.
Il est décédé en février 1754, à l'âge de 63 ans. Le titre de baronnet et les deux pairies disparaissent à sa mort. Les domaines de Brownlow, notamment Belton House, sont passés à son neveu, Sir John Cust, 3e baronnet, dont le fils est plus tard (1776) élevé à la pairie sous le nom de baron Brownlow.